# Distichopis stylopyga
Distichopis stylopyga är en kackerlacksart som beskrevs av Bolívar 1924. Distichopis stylopyga ingår i släktet Distichopis och familjen småkackerlackor. IUCN kategoriserar arten globalt som livskraftig.
Artens utbredningsområde är Seychellerna. Inga underarter finns listade i Catalogue of Life.